# Чути
Чути́ (тат. Чүте) — деревня в Лениногорском районе Республики Татарстан, в составе Куакбашского сельского поселения.

## География
Деревня находится в верховье реки Каратай, в 26 км к западу от районного центра, города Лениногорска.

## История
Основание деревни относят к 1760–1780-м годам.
В сословном отношении, в XVIII столетии и вплоть до 1860-х годов жителей деревни причисляли к государственным крестьянам и тептярям. Их основными занятиями в то время были земледелие, скотоводство.
В «Списке населенных мест по сведениям 1859 года», изданном в 1864 году, населённый пункт упомянут как казённая и башкирская деревня Новая вершина речки Каратая (Чути) 1-го стана Бугульминского уезда Самарской губернии. Располагалась при речке Каратайке, в 49 верстах от уездного города Бугульмы и в 34 верстах от становой квартиры в казённой и башкирской деревне Альметева (Альметь-муллина). В деревне в 52 дворах жили 344 человека (149 мужчин и 195 женщин). Была мечеть.
По сведениям из первоисточников, в начале XX столетия в деревне действовала мечеть.
С 1933 года в деревне работали коллективные сельскохозяйственные предприятия, с 2006 года — сельскохозяйственные предприятия в форме ООО.
Административно, до 1920 года деревня относилась к Бугульминскому уезду Самарской губернии, с 1920 года — к Бугульминскому кантону, с 1930 года — к Шугуровскому, с 1959 года — к Лениногорскому районам Татарстана.

## Население
Динамика
| 2013 |
| ---- |
| 112  |

По данным переписей, население деревни увеличивалось с 344 человек в 1859 году до 606 человек в 1910 году. В последующие годы численность населения деревни уменьшалась, в 2010 году составила 86 человек, затем постепенно увеличивалась до 109 человек в 2017 году.
Национальный состав
Согласно результатам переписи 2002 года, в национальной структуре населения села татары составляли 99% из 134 человек.

## Экономика
Полеводство, молочное скотоводство.

## Социальные объекты
Мечеть..